# Ole Christian Eidhammer
Ole Christian Eidhammer (* 15. April 1965 in Molde, Norwegen) ist ein ehemaliger norwegischer Skispringer.

## Werdegang
Eidhammer gab sein Weltcup-Debüt beim Skifliegen am 20. Februar 1983 im norwegischen Vikersund. Er beendete den Wettkampf überraschend auf dem 10. Platz. Bei der Junioren-Weltmeisterschaft 1983 im finnischen Kuopio konnte er auf der Normalschanze die Silbermedaille gewinnen. Nach weiteren Springen im Weltcup startete er bei der Nordischen Skiweltmeisterschaft 1984 im schweizerischen Engelberg im Teamspringen und wurde mit der norwegischen Mannschaft Sechster. Auf Grund dieses Ergebnisses stand Eidhammer im Team für die Olympischen Winterspiele 1984 in Sarajevo. Dort konnte er im Einzelspringen auf der Normalschanze den 18. Platz erreichen. Im gleichen Jahr erreichte er zudem im Weltcupspringen auf dem Holmenkollen in Oslo den 3. und damit besten Einzelplatz in einem Weltcup-Springen. Bei der Nordischen Skiweltmeisterschaft 1987 in Oberstdorf wurde er auf der Normalschanze 37., auf der Großschanze 26. und konnte mit dem Team den 2. Platz und damit die Silbermedaille im Teamspringen gewinnen. Nach einer weiteren Saison mit wechselnden Ergebnissen wurde Eidhammer erneut für das Team für Olympische Spiele nominiert. So sprang er bei den Olympischen Winterspielen 1988 in Calgary in allen drei Disziplinen und wurde auf der Normalschanze 19., auf der Großschanze 17. und erreichte mit dem Team den 3. Platz und damit die Bronzemedaille. Nachdem die folgende Saison eher erfolglos verlaufen war, beendete Eidhammer nach dem Springen am 10. Dezember 1989 in Lake Placid seine aktive Springerkarriere.

## Erfolge

### Weltcup-Platzierungen
| Saison  | Platz | Punkte |
| ------- | ----- | ------ |
| 1982/83 | 53.   | 06     |
| 1983/84 | 27.   | 39     |
| 1985/86 | 35.   | 18     |
| 1986/87 | 63.   | 05     |
| 1987/88 | 14.   | 57     |
| 1988/89 | 44.   | 10     |